# Струмишки пожар (1869)
 Тази статия е за пожара от 1869 година.  За този от 1913 година вижте Струмишки пожар (1913).  
Големият пожар в Струмица през 1869 година избухва на 16 август по стар или 28 август по нов стил и обхваща голяма част от този град в Македония.

## Пожар
Митрополит Герасим Струмишки пише, че пожарът е „унищожилъ цѣлия градъ“. Гръцкият атински вестник „Фититис“ споменава, че от 2 хиляди къщи, колкото е имало в Струмица, след пожара са останали само 30 къщи.
Около три месеца преди пожара учителят Станче Божков отваря българско училище в града. Той сключва договор със струмишки първенци, в който се определя заплатата му и на колко време е условен за учител. Според Герасим учителят е поставил това училище „на добра почва“. Но училището пострадва при пожара.
| „ | Училището на Станче постигнѫла сѫщата участь, и гражданетѣ не можали да намѣрѭтъ мѣсто да се приберѫтъ сами, камо ли да мислѭтъ за училище. | “ |

„Фититис“, който критикува друг местен вестник „Авги“ и неговите проруски позиции, пишейки за българските училища в Македония, споменава, че в Струмица напоследък са открити две славянски училища. Според „Фититис“ недоволна от напредъка си дотогава „панславистската пропаганда“ е искала да изгори гръцките училища в града, но при този опит предизвикала големия пожар. Така според този вестник пожарът е причинен от човешки фактор. Българският цариградски вестник „Македония“ превежда и публикува части от статията на „Фититис“:
| „ | Панславистската пропаганда като ся незадоволиваше съ това искаше и разореніето на Грьцкытѣ тамо училища, но като неможѣ запаліѫ четвьртптостьтѫ въ коѭто бѣхѫ тѣ; а огъньтъ не запрѣваренѣ, въ нѣколко минуты отгорѣ направи на пепель всичкый градъ и както ни пишѫтъ отъ 2 хыл. кѫщи само 30 останѫли. | “ |

След тази катастрофа Божков напуска Струмица.
При пожара пострадват и двете църкви в града: „Свети Димитър“ и „Свети Константин и Елена“.

## След пожара
След пожара струмичани почистват част от руините на изгорелите църкви и отслужват молебен. През март 1870 година по стар стил солунския валия Сабри паша изпраща в Струмица заместник мютесарифа, като следовател. Едно от първите неща, които той прави, е арестуването на четирима души в Струмица Костадин Манол, Х. Гендо Костадин, Теодор Илия и Васил Грънчар, които са откарани под стража в Солун, където са хвърлени в затвора. Те плащат поръчител и на 31 март (12 април) пишат писмо до българския цариградски вестник „Македония“, в което заявяват, че не знаят защо са арестувани и единствената отговорност, която носят е, че са почистили част от църквите за да отслужат молебен „за милыя ни царь и Отецъ Сул. Абд. Азиса“.
На 22 февруари 1871 година Струмишката българска община се обръща към Стефан Веркович с молба за съдействие при събиране на помощи за струмишкото българско училище, което е изпаднало в тежко положение вследствие на „ужясный пожяр“.
Като председател на българската община в Струмица от 1891 година и струмишки митрополит от 1897 година Герасим среща мнения, че след пожара гръцката или гъркоманска партия засилва влиянието си в града на сметка на българската:
| „ | Вѣрваньето на старитѣ струмичане, които сега сѫ гъркомане и които плащали на Станче, е, че, ако не билъ този пожаръ, още тогава Струмица щѣла да служи за примѣръ на народното развитие. | “ |

### Комисия за помощи
След пожара Светият български синод определя комисия, която да покани родолюбивите български общини и лица да се притекат на помощ на пострадалите от пожара жители на Струмица. Комисията изпълнява задачата си, но някои от поканените дарители закъсняват с доставянето на средствата, поради което комисията обявява дарителите на 4 (16) юни 1870 година, а някои от поканените не изпращат помощи и дотогава. Комисията събира общо 24 639,50 тогавашни цариградски пари, които се раздават на пострадалите от пожара. Според Манол Пандевски и Гьорги Стоев църквата „Свети Димитър“ е обновена с около 4000 турски лири, събрани от „струмишкия християнски народ”.
В Цариград се събира помощ от търговци и други хора от Тулча, Виена, Свищов, Одеса.
| Дарители                          | цариградски пари |
| --------------------------------- | ---------------- |
| в Цариград от разни трговци и пр. | 4132             |
| Абаджиски еснаф Галата            | 540              |
| Ескиджи еснаф Г. и П. Паз.        | 500              |
| от Тулча                          | 2213             |
| от Виена                          | 1666             |
| от Свищов                         | 2240             |
| от Одеса                          | 1512             |

Парични помощи за пострадалите от пожара в Струмица се събират и в Кишинев. Българският Каприянски манастир и българинът Стефан Увалиев даряват по 50 рубли, а други трима даряват по 10 рубли.
| Дарител                    | рубли |
| -------------------------- | ----- |
| Каприянски манастир        | 50    |
| Стефан Увалиев             | 50    |
| Николай Иванов Кувковски   | 10    |
| Самени Гаврилович Тиромани | 10    |
| Иван Сталонович Иванов     | 10    |
| общо                       | 130   |

Букурещката българска община събира 5456 влашки грошове. Най-много пари дава българският предприемач и банкер Христо Георгиев.
| Дарител                 | влашки грошове |
| ----------------------- | -------------- |
| Панарет Рашев           | 620            |
| Маринчо Бенли           | 620            |
| Христо Георгиев         | 930            |
| Михаил Колони           | 620            |
| Теохари Папазоолу       | 216            |
| Георги Атанасов, доктор | 124            |
| Николай Христу          | 124            |
| Димитър И. А. Солакоглу | 62             |
| Паскал Д. Кантарджиев   | 32             |
| Николаки Герасим        | 124            |
| Принцп Инсиланти        | 130            |
| Радукин Димитриу        | 108            |
| Ст. Ив. Адженов         | 540            |
| А. Килифаров            | 162            |
| Георги Николонуло       | 124            |
| Димитър К. Мораиту      | 124            |
| Лазар Килендареску      | 90             |
| М. Евстасиади           | 54             |
| Григор Ат. Икономов     | 124            |
| Ст. Динкович            | 54             |
| Д. Полимериди           | 50             |
| Димитър Зиси            | 30             |
| Лазар Сему              | 20             |
| Георги Гудино           | 26             |
| Стерю Георгиади         | 60             |
| Х. Ив. Х. Стефан        | 108            |
| общо                    | 5456           |